# نزار القطري
نزار القطري (5 يونيو 1971 -) (رادود حسيني) مقيم في لندن، أكثر أعماله كانت في حسينية آل بوحمد في منطقة الدعية، الكويت.

## حياته ونشأته
اسمه نزار فضل الله آرماني القطري وقد ولد في 5 يونيو 1971، يتقن أربع لغات: العربية والفارسية والإنجليزية والأردو. تشير بطاقته الشخصية إلى أنه متزوج ولديه من الأبناء كوثر وحسين وعلي، وقد كان يقيم بمدينة الكويت.أكمل مراحله التعليمية في قطر، حيث التحق بالمدرسة في سن السادسة، وفي سن الثامنة بدأ بحفظ القرآن الكريم وقد حفظ نصفه ، وحصل على المركز الأول لسبع مرات بين الأطفال ممن في عمره في قطر.

## مسيرته
كانت البداية في الثامنة من عمره بالبدء بتعلم قراءة القرآن الكريم، وبدأ مشواره الحسيني عبر حفظ بيتين من قصيدة كانت ترددهما والدته، حيث مضى القطري إلى الحسينية متلهفا للقراءة، ولأنه لم يحفظ إلا هذين البيتين فقد كررهما ما يقارب العشرين مرة على مسامع الحضور الذين أبدوا تفاعلهم مع الرادود القطري الصغير. وفي اليوم التالي قرأ القصيدة المشهورة (خيرة الله من الخلق أبي) ومنذ ذلك اليوم، يعتز نزار القطري بتكرارها ختام كل مجلس..

## أعماله

### ألبومات الأطفال
شارك نزار القطري في إنتاج العديد من الألبومات الإنشادية للأطفال، من أهمها:
| المقطع                                                                    | الرابط | سنة الإنتاج |
| ------------------------------------------------------------------------- | ------ | ----------- |
| فيديو خالة نرجس \| المنشد نزار القطري                                     | يوتيوب | 2010        |
| "القطار السريع" زيارة المعصومين (ع) \| المنشد نزار القطري                 | يوتيوب | 2010        |
| يوميات فرح ومرح \| المنشد نزار القطري                                     | يوتيوب | 2010        |
| القطار السريع بالموسيقى \| نزار القطري                                    | يوتيوب | 2010        |
| حيدر إمامي \| المنشد نزار القطري                                          | يوتيوب | 2010        |
| أئمتي إثنى عشر \| المنشد نزار القطري                                      | يوتيوب | 2011        |
| إشارات المرور \| المنشد نزار القطري                                       | يوتيوب | 2010        |
| الصلاة \| نزار القطري                                                     | يوتيوب | 2010        |
| معركة خيبر \| الرادود نزار القطري                                         | يوتيوب | 2010        |
| المعصومين الـ 14 \| المنشد نزار القطري                                    | يوتيوب | 2010        |
| تعليم الحروف الأبجدية للأطفال أحبتي الف باء \| نزار القطري \| بدون موسيقى | يوتيوب | 2012        |
| مدرسة الشعائر ـ خاص للأطفال - نزار القطري                                 | يوتيوب | 2021        |

## قناة هدهد الفضائية
قام نزار القطري يوم 10 أغسطس 2010 بافتتاح قناة خاصة للاطفال تحت اسم قناة هدهد الفضائية وبرامج القناة ومسلسلاتها من تقديم أبنائه حسين نزار القطري وكوثر نزار القطري.

## وصلات خارجية
- موقع نزار القطري بالعربية
- حوار مع بابا نزار | الرادود نزار القطري